# Quentin LaMar Cook
Quentin LaMar Cook (Logan, Utah, 1940) va esdevenir, el 2007, apòstol de l'Església de Jesucrist dels Sants dels Darrers Dies després de la mort de James E. Faust. El 1962 es casà amb Mary Gaddie. Es llicencià en ciències polítiques a la Universitat Estatal de Utah. Es doctorà en dret a la Universitat Stanford, Califòrnia. Fou associat principal d'un gabinet d'advocats a San Francisco. Fou President-director general del sistema de salut de Califòrnia. Fou vicepresident de Sutter Health Systems. Quentin L. Cook va servir en una missió a les Illes Britàniques, on fou bisbe, representant regional i autoritat interregional. No només va tenir responsabilitat sobre les parròquies anglòfones, sinó també de les que parlaven castellà, tongà, samoà, tagalog, mandarí i cantonès. El 1996 fou acceptat al segon col·legi dels Setanta. El 1998 fou acceptat al primer col·legi dels Setanta. Fou president de les inter-regions d'Oceania i del nord-oest dels Estats Units.
Fou director executiu del departament missioner. El 2007 arribà a la presidència dels Setanta. El 6 d'octubre del 2007 va rebre el títol d'apòstol. És considerat el 13è apòstol.

## Obres
- Cook, Quentin L., "Are You a Saint?"[Enllaç no actiu], Ensign, Nov. 2003, p95
- "Be a Missionary All Your Life" Arxivat 2011-06-09 a Wayback Machine., BYU Speeches, 13 mars 2007
- "Looking beyond the Mark" Arxivat 2007-02-24 a Wayback Machine.,” Ensign, Mar. 2003, p40
- "Rejoice!"[Enllaç no actiu], Ensign, Nov. 1996, 28